# Роберто Галб'яті
Роберто Галб'яті (італ. Roberto Galbiati, нар. 16 вересня 1957, Чернуско-суль-Навільйо) — італійський футболіст, що грав на позиції захисника. По завершенні ігрової кар'єри — тренер.
Виступав, зокрема, за клуб «Фіорентина», а також молодіжну збірну Італії.

## Клубна кар'єра
У дорослому футболі дебютував 1974 року виступами за команду клубу «Інтернаціонале», в якій провів два сезони, взявши участь у 18 матчах чемпіонату. 
Протягом 1976—1978 років захищав кольори команди клубу «Пескара».
Своєю грою за останню команду привернув увагу представників тренерського штабу клубу «Фіорентина», до складу якого приєднався 1978 року. Відіграв за «фіалок» наступні чотири сезони своєї ігрової кар'єри. Більшість часу, проведеного у складі «Фіорентини», був основним гравцем захисту команди.
Згодом з 1982 по 1989 рік грав у складі команд клубів «Торіно», «Лаціо», «Фіорентина» та «Прато».
Завершив професійну ігрову кар'єру у клубі «Спеція», за команду якого виступав протягом 1989—1990 років.

## Виступи за збірну
Протягом 1976–1980 років залучався до складу молодіжної збірної Італії. На молодіжному рівні зіграв у 14 офіційних матчах.

## Кар'єра тренера
Розпочав тренерську кар'єру, повернувшись до футболу після невеликої перерви, 1995 року, очоливши тренерський штаб клубу «Поджбонсі».
В подальшому очолював команди клубів «Спеція» та «Фортіс Ювентус», а також входив до тренерського штабу клубу «Фіорентина».
Наразі останнім місцем тренерської роботи був клуб «Фортіс Ювентус», головним тренером команди якого Роберто Галб'яті був з 2009 по 2011 рік.